# Župnija Planina pri Rakeku
Župnija Planina pri Rakeku je rimskokatoliška teritorialna župnija dekanije Cerknica, ki spada pod Nadškofijo Ljubljana. Župnija ima sedež v Planini, zavetnica župnije je sveta Marjeta, devica in mučenka.

## Zgodovina
Prednica sedanje župnijske cerkve v Planini je bila sprva podružnična cerkev Župnije Cerknica, ki je imela vikariat s sedežem pri cerkvi sv. Mihaela v Jakovici, leta 1559 pa se je ta prestavil v Planino. Samostojna župnija je postala leta 1848.

## Opis župnije
Župnija danes obsega poleg Planine, (ki jo sestavljajo Dolnja in Gornja Planina ter Kačja vas) še štiri naselja: Lipje, Grčarevec, Laze in Jakovica. Ta so razporejena na robu poplavnega Planinskega polja, le Jakovica se nahaja na osamelcu nad njim.

## Sakralni objekti
| #                | Slika                     | Cerkev | Naselje                  |
| ---------------- | ------------------------- | --- | ------------------------ |
| 1.               | Klikni za spremembo slike | cerkev sv. Marjete (župnijska cerkev)                                                                        | Planina                  |
| 2.               | Klikni za spremembo slike | kapela sv. Križa (pokopališka kapela)                                                                        | Planina                  |
| 3.               | Klikni za spremembo slike | cerkev sv. Luke (podružnica)                                                                                 | Grčarevec                |
| 4.               | Klikni za spremembo slike | cerkev Marije Pribežališče grešnikov (podružnica)                                                            | Planina (Planinska gora) |
| 5.               | Klikni za spremembo slike | cerkev sv. Mihaela (podružnica)                                                                              | Jakovica                 |
| 6.               | Klikni za spremembo slike | cerkev sv. Roka (podružnica)                                                                                 | Planina                  |
| Nekdanji objekti |                           | |                          |
| 1.               | Klikni za spremembo slike | cerkev sv. Duha (ruševinska cerkev)                                                                          | Planina                  |
| 2.               | Klikni za spremembo slike | kapela sv. Elizabete Ogrske (zasebna kapela - mavzolej z grobnico rodbine Windischgrätz, porušena leta 1966) | Planina                  |

Na območju župnije stoji še mnogo kapelic, znamenj in križev.

## Drugi objekti
|    | slika                     |                           |                         | kraj / naselje |
| -- | ------------------------- | ------------------------- | ----------------------- | -------------- |
| 1. | Klikni za spremembo slike | Klikni za spremembo slike | center Mariapoli - Spes | Planina        |

### Nekdanji sakralni objekti
Nekdaj je bilo sakralnih objektov v župniji še več: 
- v bližini sedanje pokopališke kapele sv. Križa se je nahajala kapela svete Ane;
- ni znana natančna lokacija srednjeveške cerkve sv. Jedrti, domneva se, da se je nahajala na zahodni strani Planinskega polja, nad vodnim izvirom pod Grčarevcem;
- v dvorcu Hošperk (Haasberg), požganem leta 1944, je bila trinadstropna kapela, posvečena sv. Antonu Padovanskemu;
- nedaleč od dvorca je stala kapela z družinsko grobnico knežje rodbine Windischgrätz, zgrajena leta 1898 v neogotskem slogu, porušena 1966. Posvečena je bila sv. Elizabeti Ogrski.[9] Nanjo sta dolgo spominjala zgolj leseni križ in skromen kamen z napisom Windischgraetz.

### Spominsko obeležje na mestu nekdanje kapele
| spominsko obeležje        | napisna plošča            | kraj / naselje |
| ------------------------- | ------------------------- | -------------- |
| Klikni za spremembo slike | Klikni za spremembo slike | Planina        |

Šele v letu 2025 je knezu Marianu Hugu (ambasadorju Suverenega malteškega viteškega reda v Sloveniji) in njegovi ženi uspelo pridobiti vsa potrebna soglasja in dovoljenja, da so na mestu nekdanje kapele z rodbinsko grobnico lahko postavili spominsko obeležje s križem in oltarno mizo, tudi z napisno ploščo o pokopanih članih rodbine Windishgrätz.